# Drenovec, Črnomelj
Drenovec este o localitate din comuna Črnomelj, Slovenia, cu o populație de 145 de locuitori.